# Enerkem
Enerkem est une société du secteur des technologies propres qui possède son siège social à Montréal. Fondée en 2000, Enerkem utilise sa technologie brevetée pour convertir la biomasse résiduelle et les déchets solides municipaux (DSM) non recyclables en biocarburants et produits chimiques renouvelables.
Au Québec (Canada), Enerkem possède un centre d'innovation à Westbury. La première usine de démonstration de taille commerciale de la société a été inaugurée à Edmonton en 2014. D’autres usines commerciales sont en cours de développement au Canada et en Europe, comme à Tarragone (Espagne), à Rotterdam (Pays-Bas) et à Varennes (Québec), la construction de cette dernière étant en cours en septembre 2021.  
Enerkem est une société privée. Ses actionnaires sont la Banque Nationale du Canada, BlackRock, Braemar Energy Ventures, Cycle Capital, le Fonds de solidarité FTQ, Fondaction CSN, Investissement Québec, Rho Ventures, Sinobioway, Suncor, The Westly Group et Waste Management.
Depuis sa fondation en 2000, Enerkem a connu un développement remarquable qui en a fait aujourd’hui une entreprise de classe mondiale menant des projets au Canada et à l’étranger. Détentrice d’une technologie unique et avant-gardiste, elle s’est positionnée avantageusement dans le domaine des biocarburants et de la réduction des gaz à effet de serre. L’équipe de direction est formée de dix gestionnaires et est présidée par Dominique Boies, Chef de la direction et Chef de la direction financière depuis 2019. Le Conseil d’administration comprend neuf administrateurs chevronnés et est présidé par Joshua Ruch, président de Rho Capital Partners.

## Historique
C'est Esteban Chornet (Ph.D. de l’Université Lehigh et professeur émérite à l'Université de Sherbrooke) qui a développé la technologie d'Enerkem. Installé au Québec depuis 1970, Monsieur Chornet a poursuivi une brillante carrière de professeur à l'Université de Sherbrooke tout en continuant ses travaux sur la biomasse. Il a également mené de très fructueux projets de recherche en catalyse et en thermochimie de concert avec des partenaires canadiens et américains. 
Au fil des ans, les recherches d’Esteban Chornet lui ont permis d’approfondir le potentiel de la biomasse comme source d’énergie alternative. C’est ainsi qu’est née la technologie révolutionnaire qui permet à Enerkem de produire des biocarburants et des produits chimiques renouvelables à partir de biomasse et de déchets non-recyclables.
En 2000, pour mettre pleinement à profit cette technologie, Esteban Chornet fonde Enerkem avec son fils Vincent et son collègue prof. Nicolas Abatzoglou. La nouvelle société met alors l’accent sur le perfectionnement de sa technologie et sur la recherche de financement. 
En 2004, Enerkem achève la construction, à Sherbrooke (Québec, Canada), d’une installation pilote pour parfaire le développement de sa technologie et l’adapter aux exigences du marché,.  
En 2009, l’entreprise met en service une usine de démonstration industrielle à Westbury, en Estrie, au Québec. Celle-ci travaillera à la production d’éthanol et de méthanol à partir de déchets et de biomasse forestière. Elle aura aussi le mandat de développer de nouveaux produits et d’agir comme centre de formation. 
En 2014, Enerkem inaugure à Edmonton (Alberta, Canada) sa première installation à pleine échelle pour la transformation des matières résiduelles domestiques en biocarburants et produits chimiques renouvelables. En 2016, elle devient la première usine certifiée ISCC au monde à convertir des matières résiduelles en biométhanol,,. 
En 2018, Enerkem s’est jointe à un partenariat composé d'AkzoNobel, Van Gansewinkel, Air Liquide, AVR et Enerkem pour construire une usine de traitement des déchets à Rotterdam en collaboration avec le Port de Rotterdam, la Ville de Rotterdam, la province de Hollande du Sud et Innovation Quarter.
Le 12 juillet 2019, Dominique Boies est nommé chef de la direction et chef de la direction financière en remplacement de Vincent Chornet, décédé prématurément quelques semaines plus tôt. M. Boies avait occupé depuis 2017 le poste de chef de la direction financière de l’entreprise.
Le 8 décembre 2020, Enerkem annonce la construction à Varennes (Québec) d’une usine de biocarburants de 875 M$.
En avril 2021, l’entreprise espagnole Repsol a annoncé qu’elle s’était associée à Enerkem et Agbar (Suez) pour construire à Tarragone (Espagne) une usine de transformation de déchets en produits chimiques renouvelables.
En juin 2021, pour répondre à une demande croissante des transporteurs aériens, Shell, Enerkem, et le Port de Rotterdam ont annoncé une réorientation de l’usine de Rotterdam (Pays-Bas) vers la production de carburant d’aviation durable.

## La technologie d'Enerkem
La technologie brevetée d’Enerkem est un procédé thermochimique avancé qui permet d’effectuer le recyclage chimique des molécules de carbone contenues dans les déchets en produits à valeur ajoutée comme le méthanol et l’éthanol renouvelables. Il faut moins de cinq minutes pour produire du gaz synthétique et le transformer en biocarburant de transport à faible teneur en carbone avancé, ce qui est suffisant pour alimenter plus de 400 000 voitures avec un mélange à 5 % d’éthanol. À leur tour, les biocarburants contribuent à réduire les émissions de gaz à effet de serre d’environ 60 % par rapport à la production de combustibles fossiles et à l’enfouissement.

### Préparation de la matière première
La biomasse forestière et les déchets municipaux utilisés comme matières premières sont d’abord triés pour retirer les matières recyclables et les matières inertes. Les déchets sont ensuite déchiquetés pour utilisation.

### Gazéification
Le matériau qui en résulte est introduit dans un récipient de gazéification à lit fluidisé à bulles breveté pour décomposer les déchets déchiquetés en molécules constituantes, un processus appelé craquage thermique. Dans le même réacteur, ces molécules décomposées avec de la vapeur dans des conditions précises produisent du gaz synthétique. Il s’agit d’une technologie brevetée capable de décomposer de manière chimique et structurelle des déchets différents, dont des matières plastiques, puis de les convertir en un gaz synthétique pur, de qualité chimique, stable et homogène. Le gaz synthétique qui en résulte est riche en hydrogène et en monoxyde de carbone, qui sont des molécules de base essentielles utilisées dans les procédés chimiques modernes.

### Nettoyage et conditionnement
Le gaz synthétique brut, composé principalement de monoxyde de carbone, de dioxyde de carbone, d’eau et d’hydrogène, est introduit dans un procédé exclusif de nettoyage et de conditionnement des gaz synthétiques qui donne une qualité chimique au gaz synthétique brut pour qu’il puisse ensuite être converti en combustibles liquides et en produits chimiques. C’est grâce à la combinaison du réacteur de gazéification à lit fluidisé à bulles et du procédé exclusif de nettoyage et de conditionnement du gaz synthétique que l’entreprise est en mesure de contrôler la pureté de ce dernier et sa composition.

### Synthèse catalytique et purification des produits
Le dernier élément du processus exclusif est la synthèse catalytique du gaz synthétique de qualité chimique en méthanol liquide, puis en éthanol de qualité carburant. Une combinaison de contrôles durant le procédé et d’analyse de la qualité est utilisée pour s’assurer que tous les produits de l’entreprise respectent toujours les caractéristiques techniques requises. 

## Usines actuelles ou projetées utilisant la technologie Enerkem

### Usine de démonstration
- Westbury, Québec : Exploitée depuis 2008, l’usine de Westbury sert à des fins de démonstration, de développement de nouveaux produits et de centre de formation pour techniciens et opérateurs d’usine. En 2018, elle a réussi à produire un biocarburant de haute performance qui permettrait d'améliorer l'indice d'octane des carburants vendus sur le marché et de réduire leur empreinte carbone. Au cours de la même année, l'équipe de recherche et de développement a produit un bio-diméthyle éther (bio-DME) propre et renouvelable, dérivé du biométhanol, qui pourrait contribuer efficacement à la lutte contre le changement climatique en remplaçant le carburant diesel utilisé dans le secteur des transports[16].

### Usine commerciale
- Edmonton, Alberta :  En production depuis 2016, cette installation commerciale représente la première collaboration de cette envergure entre une grande ville et un producteur de biocarburants à partir de déchets. Sa capacité quotidienne de traitement est de 350 tonnes métriques de matières résiduelles. elle peut produire quelque 38 millions de litres d'éthanol par année.  En 2017, on y a installé une unité de conversion du méthanol à l’éthanol qui a permis la production de biométhanol. Enerkem est ainsi devenue la première entreprise à produire de l’éthanol cellulosique à partir de résidus municipaux solides non-recyclables et non-compostables[17].

### Usine en construction
- Varennes, Québec :  La construction de l’usine de Recyclage Carbone Varennes (RCV) est en cours. Le projet est réalisé avec un groupe de partenaires stratégiques incluant Enerkem de même que Shell, Suncor, Proman et Investissement Québec. La bioraffinerie bénéficiera d’un important intrant en hydrogène vert. La mise en service de l’usine est prévue à la fin de 2023. Annuellement, elle pourra produire 125 000 tonnes de biocarburants à partir de 200 000 tonnes de biomasse et de matières résiduelles non-recyclables provenant des secteurs industriel commercial et institutionnel[17].

### Usines projetées
- El Morrell, Tarragone, Espagne :  En avril 2021, l’entreprise espagnole Repsol a annoncé qu’elle s’était associée à Enerkem et Agbar (Suez) pour construire à El Morrell une usine de transformation de déchets en produits chimiques renouvelables. L’usine sera opérationnelle en 2025 et produira quelque 220 000 tonnes métriques de méthanol en transformant environ 400 000 tonnes métriques de déchets solides municipaux non recyclables[17].
- Rotterdam, Pays-Bas : En 2018, Enerkem s’est jointe à un partenariat regroupant plusieurs grandes entreprises européennes pour construire une usine de traitement des déchets à Rotterdam. En juin 2021, pour répondre à une demande croissante des transporteurs aériens, Shell, Enerkem, et le Port de Rotterdam ont annoncé une réorientation de l’usine de Rotterdam vers la production de carburant d’aviation durable. Le projet pourrait traiter jusqu’à 360 000 tonnes de rejets de recyclage par année et produire jusqu’à 80 000 tonnes de produits renouvelables, dont environ 75 % pourraient être du carburant d’aviation durable et le reste, du carburant routier ou des produits chimiques renouvelables[17].